# Leuciscus latus
Leuciscus latus är en fiskart som först beskrevs av Keyserling, 1861.  Leuciscus latus ingår i släktet Leuciscus och familjen karpfiskar. Inga underarter finns listade i Catalogue of Life.